# Columba Marmion

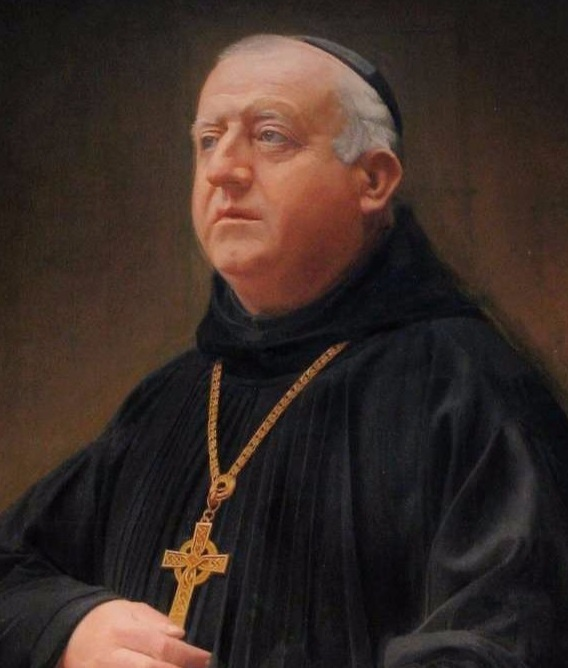
Columba Marmion (1923)

Columba Marmion OSB (* 1. April 1858 in Dublin, Irland; † 30. Januar 1923 in Maredsous, Gemeinde Anhée) war der dritte Abt der Abtei Maredsous in Belgien. Er wird in der katholischen Kirche als Seliger verehrt.

## Leben

Abtswappen von Columba Marmion (Wappenschild)

Sein Vater William Marmion war Ire, seine Mutter Herminie Cordier Französin. Auf den Namen Joseph Aloysius getauft, trat er 1874 in das diözesane Priesterseminar von Dublin ein. Seine Studien setzte er an der Universität Propaganda Fidei in Rom fort. Am 16. Juni 1881 empfing er das Sakrament der Priesterweihe.
Er wollte in der Folge Missionsbenediktiner in Australien werden, bei einem Besuch in der neuen Abtei Maredsous in Belgien beeindruckte ihn die dortige Liturgie so stark, dass er stattdessen in Maredsous eintreten wollte. Sein Bischof bat ihn zunächst um Geduld und ernannte ihn zum Kaplan in Dundrum und dann zum Theologieprofessor in Clonliffe (1882–86). Nebenbei wirkte Marmion als Beichtvater für Redemptoristinnen und auch in einem Frauengefängnis.

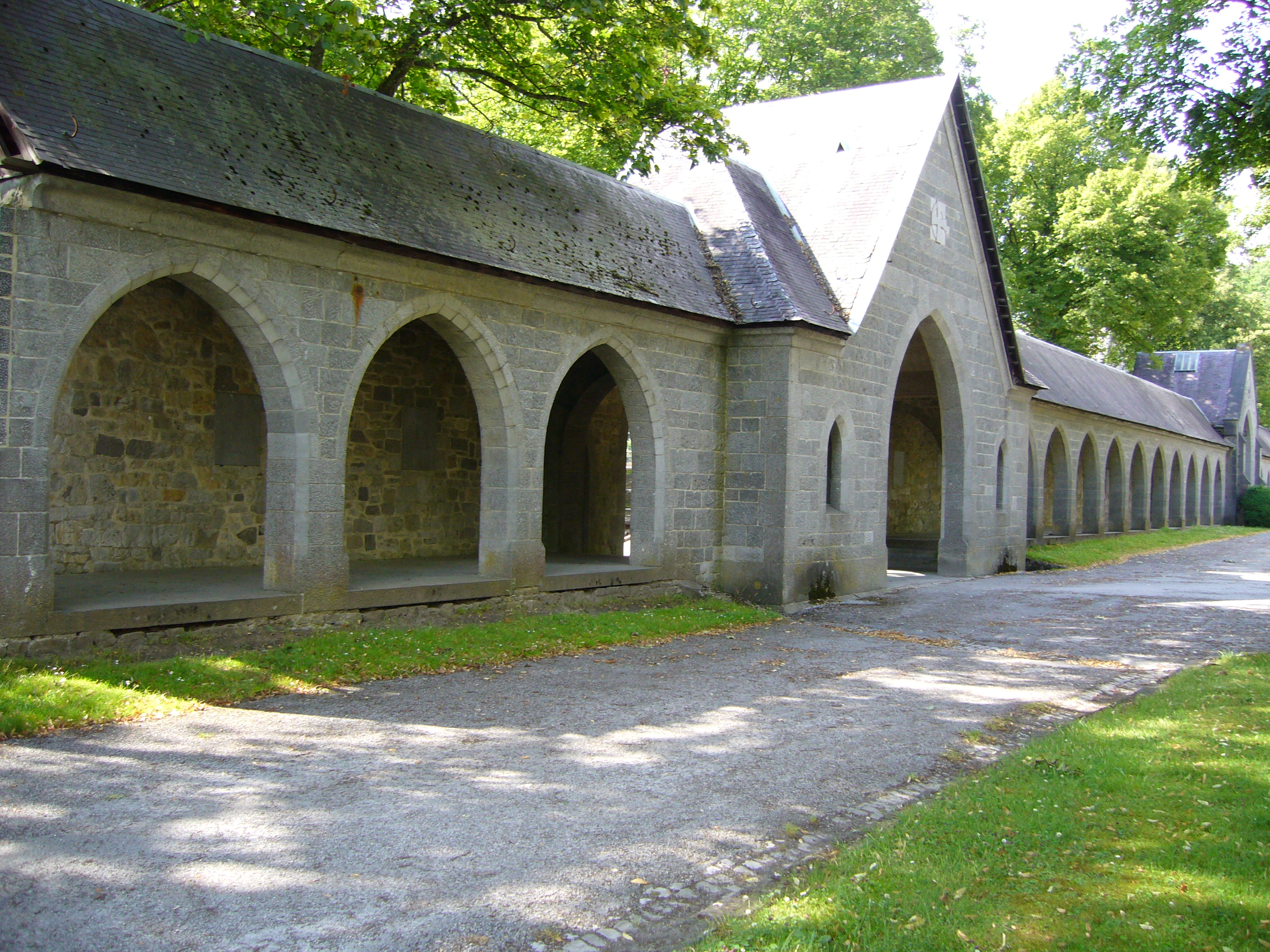
Abtei Maredsous

Im Jahr 1886 trat er in das Noviziat der Abtei Maredsous ein und wurde von Abt Placidus Wolter als Novize eingekleidet. Die Auffassung des damals 30-Jährigen P. Marmion hinsichtlich des Gehorsams war schon mit ein Grund für seinen Eintritt gewesen. Das spirituelle Thema Gehorsam begleitete ihn sein Leben lang. Am 10. Februar 1891 legte er die Profess ab. Er wurde in Belgien und England bald als Beichtvater und Exerzitienmeister bekannt. Unter seinen Beichtkindern war Msgr. Désiré-Joseph Mercier, der spätere Kardinal. Sie wurden zu lebenslangen Freunden.
Am 28. September 1909 wurde P. Marmion zum Abt gewählt und am 3. Oktober benediziert. Sein Motto aus der Benediktsregel lautete: Magis prodesse quam praeesse (Es ist besser zu dienen als zu herrschen). Die Gemeinschaft von Maredsous zählte damals mehr als einhundert Mönche mit vielfältigen und anspruchsvollen Tätigkeitsfeldern, unter anderem die Herausgabe der Revue Bénédictine.
Die Regierungszeit Abt Columbas war durch Krieg und Nationalismus geprägt. Dies bedeutete für ihn, da er selbst aus zwei Kulturen hervorgegangen und Abt einer deutschen Gründung in Belgien war, große Sorgen und verursachte ihm starke innere Leiden. So musste Marmion die Ausweisung der deutschen Brüder aus Belgien im Ersten Weltkrieg hinnehmen. Er suchte in der Predigttätigkeit seinen Trost und spendete ihn dabei auch anderen. Sein Sekretär Dom Raymond Thibaut edierte Marmions zahlreiche Ansprachen und Vorträge, die weltweit verbreitet, in mehrere Sprachen übertragen und geschätzt wurden.
Dom Columba starb während einer Grippeepidemie. Seit 1963 befindet sich sein Grab in der Seitenkapelle Saint-Grégoire der Abteikirche.
Seine größte Bedeutung gewann Columba Marmion als geistlicher Schriftsteller. Im Mittelpunkt seiner Schriften steht Christus und die von ihm vermittelte Gotteskindschaft der Gläubigen sowie die Mysterien der Liturgie. Seine Bücher wurden in mehr als 13 Sprachen übersetzt. Die Schriften von Dom Columba Marmion, speziell Le Christ dans ses Mystères, haben das Werk von Olivier Messiaen, besonders seine Klavierzyklen Visions de l’Amen und Vingt Regards sur l’Enfant Jésus, aber auch das Orgelwerk Livre du Saint Sacrement tief beeinflusst.

## Seligsprechung
Das Bistum Namur leitete 1957 den diözesanen Prozess zur Seligsprechung ein. Papst Johannes Paul II. sprach Columba Marmion am 3. September 2000 selig. Sein Gedenktag ist der 3. Oktober.

## Werke
- Le Christ, vie de l’âme. 1917.
  - dt.: Christus, das Leben der Seele. Patrimonium-Verlag, Aachen 2016, ISBN 978-3-86417-074-4.
- Le Christ dans ses Mystères. Conférences spirituelles. 1919.
  - dt.: Christus in seinen Geheimnissen. Patrimonium-Verlag, Aachen 2017, ISBN 978-3-86417-094-2.
- Le Christ, idéal du moine. 1922.
  - dt.: Christus, unser Ideal. Schöningh, Paderborn 1929.

Posthum:
- Sponsa verbi. La vierge consacrée au Christ. Conférences spirituelles. 1923.
  - dt.: Sponsa verbi. Die Seele als Braut Christi. Schöningh, Paderborn 1932.
- Paroles de vie en marge du missel. 1937.
  - dt.: Worte des Lebens. Tagesgedanken nach dem Missale. Schöningh, Paderborn 1938.
- Le Christ, idéal du prêtre. 1952.
  - dt.: Christus, das Ideal des Priesters. nova & vetera, Bonn 2018, ISBN 978-3-936741-97-1.
- Œuvres spirituelles: 1858–1923. Lethielleux, Paris 1998, ISBN 2-283-60173-8.